# Unholy (песня Сэма Смита и Ким Петрас)
«Unholy» (стилизовано как «unћoly»)  — песня британского автора-исполнителя Сэма Смита и немецкой певицы Ким Петрас, выпущенная 22 сентября 2022 года в качестве ведущего сингла с его будущего студийного альбома.
«Unholy» занял первое место в британском хит-параде синглов, став 8-м чарттоппером для Смита и первым для Петрас. За пределами Соединенного Королевства «Unholy» возглавил чарты Австралии, Ирландии, Новой Зеландии и США, попал в первую десятку чартов в родной для Петрас Германии, Нидерландах, Норвегии и Швеции.

## История
Впервые трек был анонсирован 18 августа 2022 года в клипе на TikTok, в котором Смит синхронизирует припев по губам, пока Петрас танцует в студии звукозаписи. Трек стал вирусным на платформе, подстегнув танцевальные тренды. Группа Disclosure также выложила тизер песни, играя свой ремикс на неё вживую. 25 августа Смит объявил название трека и ссылку на предварительное сохранение.
В песне звучит хор и музыка в стиле гиперпоп.

## Музыкальное видео
Музыкальное видео на песню, снятое канадским режиссёром Флорией Сигизмонди, было выпущено 30 сентября 2022 года. В кадре женщина наблюдает за сексуальным шоу в кабаре The Body Shop после получения приглашения в клуб. Смит появляется как ведущий клуба в окружении андрогинных танцоров бурлеска, к которым присоединяются выпускники реалити-шоу «Королевские гонки Ру Пола» Вайолет Чачки и Готтмик. Затем Петрас появляется на сцене в кольце в форме сердца, а затем танцует на бутафорской машине, одетая в наряд, напоминающий Мадонну. В «эротическом» видео, вдохновленном «Мулен Руж», «Заводным апельсином» и Бобом Фоссом, также присутствует эпизодическая роль порнозвезды Пэдди О’Брайана в роли партнера женщины.

## Отзывы
Джереми Атертон Лин из British GQ определяет песню как «дуэт между небинарными и транс-вокалистками; […] переворачивает сценарий, наполненный женской силой».

## Чарты
| Чарт (2022)                            | Высшая позиция |
| -------------------------------------- | -------------- |
| Австралия (ARIA)                       | 1              |
| Австрия (Ö3 Austria Top 40)            | 1              |
| Бельгия/Фландрия (Ultratop 50)         | 6              |
| Бельгия/Валлония (Ultratop 50)         | 1              |
| Бразилия (Billboard)                   | 7              |
| Канада (Billboard Canadian Hot 100)    | 1              |
| Канада (Billboard CHR/Top 40)          | 2              |
| Канада (Billboard Hot AC)              | 12             |
| Хорватия (Croatia, Billboard)          | 4              |
| Чехия (Singles Digitál Top 100)        | 2              |
| Дания (Tracklisten)                    | 3              |
| Финляндия (Suomen virallinen lista)    | 3              |
| Франция (SNEP)                         | 5              |
| Германия (GfK)                         | 2              |
| Мир (Billboard Global 200)             | 1              |
| Греция (IFPI)                          | 1              |
| Венгрия (Rádiós Top 40)                | 38             |
| Венгрия (Single Top 40)                | 2              |
| Венгрия (Stream Top 40)                | 1              |
| Исландия (Plötutíðindi)                | 2              |
| Ирландия (IRMA)                        | 1              |
| Италия (FIMI)                          | 14             |
| Нидерланды (Dutch Top 40)              | 2              |
| Нидерланды (Single Top 100)            | 1              |
| Новая Зеландия (Recorded Music NZ)     | 1              |
| Норвегия (VG-lista)                    | 2              |
| Португалия (AFP)                       | 2              |
| Словакия (Singles Digitál Top 100)     | 1              |
| Швеция (Sverigetopplistan)             | 4              |
| Швейцария (Schweizer Hitparade)        | 2              |
| Великобритания (OCC UK Singles)        | 1              |
| США (Billboard Hot 100) ·              | 1              |
| США (Billboard Adult Pop Airplay)      | 7              |
| США (Billboard Dance/Mix Show Airplay) | 1              |
| США (Billboard Pop Airplay)            | 1              |
| США (Billboard Rhythmic)               | 20             |
| США (Billboard Streaming Songs)        | 1              |

| Чарт (2022)                 | Позиция |
| --------------------------- | ------- |
| Канада (Canadian Hot 100)   | 59      |
| Мир (Global 200, Billboard) | 98      |
| США (Billboard Hot 100)     | 98      |

## Сертификации
| Регион | Сертификация  | Продажи       |
| --- | ------------- | ------------- |
| Австралия (ARIA) | 7× Платиновый | 490 000       |
| Австрия (IFPI Austria) | 2× Платиновый | 60 000        |
| Бельгия (BEA) | 2× Платиновый | 80 000        |
| Дания (IFPI Danmark) | Платиновый    | 90 000        |
| Франция (SNEP) | Бриллиантовый | 333 333       |
| Германия (BVMI) | Платиновый    | 400 000       |
| Италия (FIMI) | 2× Платиновый | 200 000       |
| Новая Зеландия (RMNZ) | 2× Платиновый | 60 000        |
| Польша (ZPAV) | Бриллиантовый | 250 000       |
| Португалия (AFP) | 3× Платиновый | 30 000        |
| Испания (PROMUSICAE) | Платиновый    | 60 000        |
| Швейцария (IFPI Switzerland) | 2× Платиновый | 40 000        |
| Великобритания (BPI) | 2× Платиновый | 1 200 000     |
| США (RIAA) | 2× Платиновый | 2 000 000     |
| Стриминг |               |               |
| Центральная Америка (CFC) | Платиновый    | 7 000 000     |
| Греция (IFPI Greece) | 3× Платиновый | 6 000 000     |
| Швеция (GLF) | Платиновый    | 8 000 000     |
| Мир (IFPI) | —             | 1,170,000,000 |
| Данные о продажах + прослушиваниях приведены только на основе сертификации. · Данные только о прослушиваниях приведены на основе сертификации. |               |               |

## История
| Регион | Дата             | Формат                     | Лейбл       | Ссылка |
| ------ | ---------------- | -------------------------- | ----------- | ------ |
| Разные | 22 сентября 2022 | Digital download streaming | Capitol EMI | [ 3 ]  |
| США    | 27 сентября 2022 | Contemporary hit radio     | Capitol     | [ 71 ] |